# Шавес, Рош
Рош ха-Шавес (курдск. Рош Нури Шавес) (араб. روژ نورى شاويس‎ ; курд. Roj Nûrî Şawîs; 1947 — 15 февраля 2021) — иракско-курдский политический деятель. Вице-президент Ирака при временном президенте Гази аль-Яваре (2004), вице-премьер (с 2005).

## Биография
Родился в 1947 году в Сулеймании семье одного из основателей и высших руководителей Демократической партии Курдистана Нури Шавеса. Учился в Германии, получил там докторскую степень инженера и возвратился в Ирак в 1975 году, чтобы присоединиться к курдскому сопротивлению режиму Саддама Хусейна. Член Политбюро ДПК, в 1992—2004 гг. был председателем Национальной Ассамблеи (парламента) Иракского Курдистана.
Скончался 15 февраля 2021 года в Эрбиле после продолжительной болезни.